# CDドラマコレクションズ 三國志
『CDドラマコレクションズ 三國志』（シーディー ドラマコレクションズ さんごくし）は、ゲームメーカーの光栄（現・コーエーテクモゲームス）が、自社の作品『三國志シリーズ』にちなんで1992年から1996年にかけて製作・発売したサウンドドラマCDシリーズの総称。

## 概要
ドラマは主に『三国志演義』がモチーフとなっており、劉備が関羽・張飛と義兄弟の契りを交わしてから益州を平定するまでの「第一部」（全8巻）と、その後から諸葛亮が病没するまでの「第二部」（全4巻）からなる。
「第一部」ではそれぞれの巻にサブタイトルとして武将の名前がついており、その武将のエピソードを中心にして物語が進行していく。このため、巻の順番と時代の流れは必ずしも一致しない。また、「第二部」は全てに「諸葛亮征嵐伝」というサブタイトルがついており、諸葛亮を中心とした構成となっている。この他、外伝として黄忠や馬超など劉備の幕僚らのエピソードを扱った「結集編・五虎龍鳳之巻」と、諸葛亮と徐庶との出会いをテーマにしたオリジナル作品「浪漫編・西暦0200の輪舞曲」、さらに第一部の総集編（2枚組）がある。
この作品は音響製作を声優事務所の大手・青二プロダクションが手がけており、人気声優が多数出演していることも大きな特徴である。また、カバーイラストにアニメーターの塩山紀生を起用しており、『三國志』のゲームファンのみならず、アニメファンも購買層のターゲットとしていることが窺える。
また、外伝を除く各巻には「三國志満漢全席」という8cmCDがおまけとして同梱されていた。これは劉備役の古谷徹がホスト、諸葛亮役の塩沢兼人がアシスタントになって、その巻の主役の声優をゲストに招きトークをしたり、作中のキャラクターになりきってしりとりなどのゲームをするという内容のものである。当初これは初回生産特典扱いだったが、好評のため後に標準で添付されるようになった。
さらにこの「三國志満漢全席」は、その拡大版である「三國志DX」というシリーズに派生し、前出の2巻の外伝も含めて計7巻発売された。そして、1年365日の日常を三国志のキャラクターによるコントなどで表現した「三國志めくり」が計4巻発売された。この両シリーズは完全に声優ファン向けといってよく、声優たちのアドリブも多く、劉備ら主要キャラクターが学園ものや戦隊もののコントを演じるなど、完全にコメディとなっている。特に「三國志めくり」などは出演者も「調子に乗りすぎ」と感想を漏らすほどである。また、出演者の楽屋ネタも非常に多く盛り込まれている。

## ラインナップ

### 第一部
- 一、諸葛亮孔明之巻〜臥龍、天命を識る〜（1992年6月25日）
- 二、趙雲子龍之巻〜孤虎、傾月に吼ゆ〜（1992年6月25日）
- 三、曹操孟徳之巻〜鳳舞、闇世を貫く〜（1992年12月21日）
- 四、諸葛亮孔明之巻・II〜飛龍、翠風を招ぶ〜（1992年12月21日）
- 五、関羽雲長之巻〜武神、千里を翔る〜（1993年6月25日）
- 六、周瑜公瑾之巻〜稀玉、碧水に耀う〜（1993年6月25日）
- 七、呂布奉先之巻〜狼将、暁に彷徨う〜（1994年3月25日）
- 八、劉備玄徳之巻〜帝星、天漢に煌く〜（1994年3月25日）
- 第一部総集編〜夢の軌跡・桃園の契りから三國鼎立まで〜（1994年8月25日）

### 第二部
- 諸葛亮征嵐伝 一ノ巻（1995年3月25日）
- 諸葛亮征嵐伝 二ノ巻（1995年6月25日）
- 諸葛亮征嵐伝 三ノ巻（1995年9月25日）
- 諸葛亮征嵐伝 四ノ巻（1995年12月21日）
  - 三國志満漢全席 捨参 〜ザ・点心〜

一〜四ノ巻についていた応募券を集めて送ると、全員にプレゼントされた8cmCD。

### 三國志DX
- DX1 結集編・五虎龍鳳之巻（1993年8月25日）
- DX2 三國志満漢全席スペシャル（1993年8月25日）
- DX3 浪漫編・西暦0200の輪舞曲（1994年7月25日）
- DX4 三國志満漢全席グレート（1994年7月25日）
- DX5 三國志満漢全席BLACK（1994年11月26日）
- DX6 (超)三國志満漢全席 放浪戦隊ブラザーファイブ（1996年1月25日）
- DX7 三國志満漢全席フォーエバー（1996年2月25日）

### 三國志めくり
- Vol.1 CDカレンダー（1994年11月26日）
- Vol.2 CDカレンダー（1995年2月25日）
- Vol.3 CDカレンダー（1995年5月25日）
- Vol.4 CDカレンダー（1995年8月25日）

## スタッフ
- 企画・製作：（株）光栄
- 音響製作：（株）青二企画
- 脚本：阿見宏介、岡本紋弥、香取真理、吉田玲子
- 演出：鈴木久尋、香西久
- 音楽：伊藤ヨシユキ

## キャスト
各登場人物の詳細については各リンク先を参照。便宜上、三国鼎立以前に没した登場人物も主に活躍した陣営によって蜀・魏・呉・その他の項に分類する。なお、太字は「三國志DX」の「三國志満漢全席～」及び「三國志めくり」のレギュラー。

### 蜀
- 劉備玄徳：古谷徹
- 諸葛亮孔明：塩沢兼人
- 関羽雲長：堀秀行
- 張飛翼徳：玄田哲章
- 趙雲子龍：草尾毅
- 龐統士元：古川登志夫
- 馬超孟起：神谷明
- 黄忠漢升：青野武
- 魏延文長：田中亮一
- 姜維伯約：堀川亮
- 楊儀威公：大塚芳忠
- 関平：林延年
- 馬岱：辻谷耕史
- 馬良季常：吉水孝宏
- 馬謖幼常：置鮎龍太郎
- 孟達子慶：里内信夫
- 劉禅公嗣：太田真一郎
- 関興安国：森川智之
- 張苞子昂：関智一 ※字（あざな）は本作品のオリジナル。
- 孫乾公祐：風間信彦
- 糜夫人：久川綾 ※劉備の第一夫人、糜芳の妹。
- 甘夫人：住友優子 ※劉備の第二夫人、劉禅の生母。
- 仁姫（孫夫人）：柿沼紫乃
- 糜芳：佐藤浩之
- 劉封：石川英郎
- 穆皇后呉氏：米本千珠 ※劉備の夫人、呉懿の妹。

### 魏
- 曹操孟徳：銀河万丈
- 荀彧文若：難波圭一
- 司馬懿仲達：納谷六朗
- 夏侯惇元譲：佐藤正治
- 張遼文遠：田中秀幸
- 程昱仲徳：増田有宏
- 賈詡文和：戸谷公次
- 郭嘉奉孝：二又一成
- 曹丕子桓：檜山修之
- 曹仁子孝：真地勇志
- 曹真子丹：幸野善之
- 曹叡元仲：阪口大助
- 典韋：立木文彦
- 徐庶元直 (単福)：中原茂
- 蔣幹子翼：田中和実
- 司馬師子元：中井和哉 [2]。
- 司馬昭子上：私市淳 [2]。
- 馬遵：田中一成

### 呉
- 孫権仲謀：森功至
- 周瑜公瑾：速水奨
- 孫策伯符：井上和彦
- 朱治君理：大場真人
- 程普徳謀：松丸卓也
- 魯粛子敬：遠藤武
- 諸葛瑾子瑜：平野正人
- 張昭子布：池水通洋
- 闞沢徳潤：大倉正章
- 太史慈子義：梁田清之
- 黄蓋公覆：菅谷勇
- 丁奉承淵：田中一成
- 徐盛文嚮：吉水孝宏
- 陸遜伯言：島田敏
- 呂蒙子明：増谷康紀
- 小喬：島本須美
- 潘璋文珪：川津泰彦

### その他
- 献帝：佐々木望
- 王允子師：八奈見乗児
- 貂蝉：川村万梨阿
- 董卓仲穎：郷里大輔
- 李儒：松丸卓也
- 李粛：石川英郎
- 呂布奉先：橋本晃一
- 陳宮公台：若本規夫
- 袁紹本初：江川央生
- 兪渉：吉水孝宏
- 丁原建陽：川津泰彦
- 陳登元龍：吉水孝宏
- 紀霊：幸野善之
- 蔡瑁徳珪：田中宏幸
- 劉璋季玉：坂口哲夫
- 張松永年：松尾銀三
- 李恢徳昂：小林俊夫
- 黄権公衡：中尾みち雄
- 張魯公祺：風間信彦
- 司馬徽徳操：矢田耕司
- 華陀：麻生智久
- 孟獲：関俊彦
- 祝融：高山みなみ
- 孟優：山田真一
- 孟節：増谷康紀
- 諸葛均：緑川光
- 諸葛詠：緒方恵美 ※諸葛亮の姉という設定の本作品オリジナルキャラ。
- 蔡夫人：原えりこ
- 呂伯奢：北川米彦
- 鄒夫人：住友優子
- 黄承彦：増谷康紀
- 龐徳公：磯部弘
- 韓遂文約：掛川裕彦
- 韓玄：大場真人
- 楊秋：佐藤浩之

- その他出演：稲田徹、山田真一、土門仁、神谷浩史、小野綾子、豊島真千子、永田一朗、坂本正吾、増田均、岐部公好、矢澤幸治、宮尾秀幸、柳瀬洋美、岩波裕、加藤謙吾、松金忍、田中完吾、沼田祐介

- ナレーション：金内吉男、家弓家正、田中秀幸